# Moulin Leval
De Moulin Leval (ook: Moulin Paggen) is een watermolen op de Bolland in de tot de Belgische gemeente Blegny behorende plaats Housse, gelegen aan de Rue Bouhouille 2.
Deze bovenslagmolen fungeerde als korenmolen.

## Geschiedenis
Reeds in 1662 werd melding gemaakt van een watermolen op deze plaats. De huidige molen maakt deel uit van een L-vormig bakstenen boerderijcomplex. Het brede metalen bovenslagrad, de gietijzeren overbrenging en een deel van de maalinrichting zijn nog aanwezig, maar de molen is vervallen.